# 1692
Évszázadok: 16. század – 17. század – 18. század
Évtizedek: 1640-es évek – 1650-es évek – 1660-as évek – 1670-es évek – 1680-as évek – 1690-es évek – 1700-as évek – 1710-es évek – 1720-as évek – 1730-as évek – 1740-es évek
Évek: 1687 – 1688 – 1689 – 1690 –  1691 – 1692 – 1693 – 1694 – 1695 – 1696 – 1697

## Események

### Határozott dátumú események
- március 1. – Salemben elkezdődik az első boszorkányper.[1]
- március 22. – Kang-hszi kínai császár türelmi rendeletet ad ki,[2] amely a taoizmussal és a buddhizmussal egyenlő jogokat biztosít a keresztények számára.[3]
- május 28. – A barfleuri csatában az angol–holland flotta vereséget mér a franciákra.[4]
- június 5. – A Sigbert Heister tábornagy vezette keresztény seregek felszabadítják Nagyváradot,[5] melyet a törökök még 1660-ban foglaltak el.[6]

### Határozatlan dátumú események
- Carl Philipp Kropf Libetbányán megépíti az első magyarországi nagyolvasztót.[7]

## Születések
- március 14. – Pieter van Musschenbroek holland fizikus († 1761)
- április 8. – Giuseppe Tartini, olasz barokk zeneszerző, hegedűművész és hegedűtanár († 1770)

## Halálozások
- július 10. – Heinrich Bach, német orgonista, zeneszerző (* 1615)
- november 19. – Waldecki György Frigyes brandenburgi herceg és német hadvezér, később hollandiai parancsnok (* 1620)

## Európai időjárás
Júniustól augusztusig gyakori esőzések, csekély, késői és savanyú szőlőtermés.